# Nealkoholické pivo

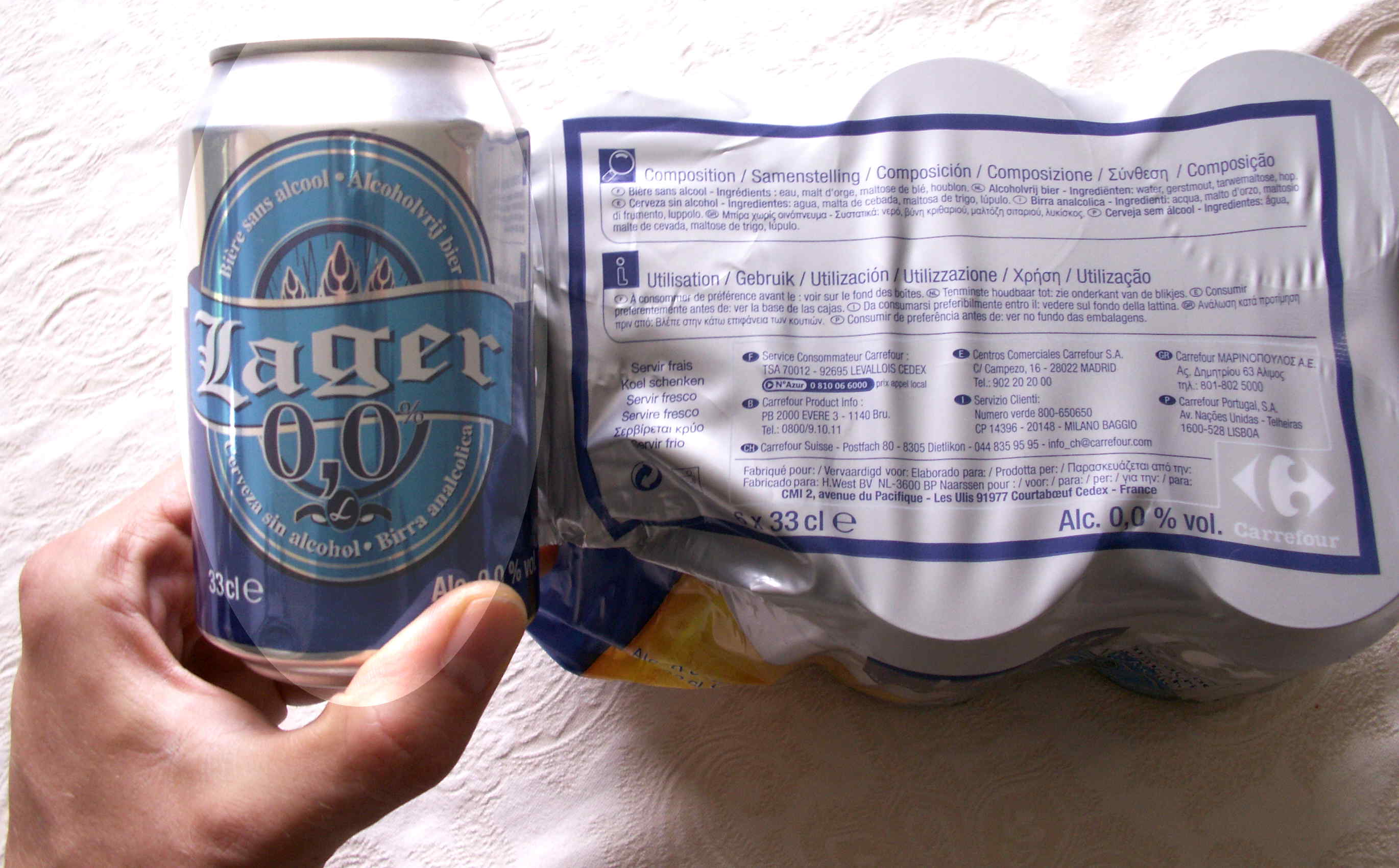
Ukázka nealkoholického piva

Nealkoholické pivo je označení kvašeného nápoje z obilného sladu s nízkým nebo žádným obsahem alkoholu.
Ve světě přitom nepanuje jednota v pojmenování tohoto druhu piva ani ve stanovení hranice mezi pivem alkoholickým a nealkoholickým. Např. v USA se používá označení non-alcoholic beer, v EU alcohol-free beer, v obou případech však nápoj může obsahovat až 0,5 % alkoholu, a přesto smí být nazýván nealkoholickým. Ve Velké Británii se jako no alcohol nebo alcohol-free označují pouze piva s obsahem alkoholu menším než 0,05 %. Piva s objemovým procentem alkoholu v rozmezí 0,05 % – 0,5 % nesou označení dealcoholised. V islámských zemích se naopak důsledně požaduje, aby nealkoholická piva neobsahovala vůbec žádný alkohol.
V Česku platí evropský úzus a jako nealkoholické pivo může být označen sladový nápoj s obsahem alkoholu menším než 0,5 % obj. Vedle korektního nealkoholického piva se lze setkat také se zkráceným pojmenováním nealko pivo či s názvy vzniklými synekdochickým přenesením jmen značek (Pito, Birell) na všechny nápoje tohoto druhu (pito, birell).

## Dějiny
K prvním pokusům o výrobu nealkoholického piva došlo po druhé světové válce ve Švýcarsku a Německu. Na otázku, jak zpřístupnit oblíbený nápoj i těm, kteří z nějakého důvodu nemohou či nechtějí pít alkohol, měli technologové té doby vesměs stejnou odpověď: odstraněním alkoholu z tradičního (tj. alkoholického) piva.
Jednou z prvních metod, která se k tomuto účelu začala používat, byla tzv. vakuová destilace. Od té doby se inventář postupů používaných při výrobě nealkoholického piva značně rozšířil, stejně jako počet jeho spotřebitelů.
Většina současných pivovarnických společností má ve svém produktovém portfoliu nějaký nápoj na pivní bázi s minimálním obsahem alkoholu a často také jedinečnou (ve větší či menší míře utajovanou) technologii, kterou při jeho výrobě používá.

## Technologie výroby
Způsobů, jimiž lze vyrobit nealkoholické pivo, existuje velký počet. Obecně vzato je však lze rozdělit na dva hlavní typy: buď se odstraňuje alkohol z piva vyrobeného tradiční cestou, nebo se už na samém počátku zvolí technologie, která vzniku většího množství alkoholu zabrání.
K metodám prvního typu patří například různé způsoby destilace (obvykle vakuové, kdy alkohol je odpařován za sníženého tlaku), reverzní osmóza (pivo je vháněno na speciální membránu, přes niž projdou pouze molekuly ethanolu a vody, kterou je posléze třeba do piva doplnit) či dialýza (alkohol je z piva odváděn na principu rozdílné koncentrace prostředí).
Mezi výrobní postupy druhého typu se řadí kvašení sladiny s nízkým obsahem sacharidů, míchání piva s nezkvašenou sladinou či mladinou (de facto „ředění“ nezkvašeným pivem), imobilizace (doslova „znehybnění“) kvasinek, které pak nemohou produkovat ethanol ve stejné míře jako při výrobě normálních piv, nebo konečně využití kvasinek speciálních, které už samy o sobě vytvářejí pouze nepatrné množství alkoholu.

## Nealkoholické pivo v Československu a Česku
Během sedmdesátých let i pivovarníci v tehdejším Československu začali vyvíjet nápoj na bázi piva, vhodný pro řidiče motorových vozidel. Vzniklo Pito, jehož jméno vzniklo spojením první a poslední slabiky slov PIvo a auTO. Pito se vyrábělo metodou řízeného kvašení spočívající v tom, že kvasný proces byl přerušen už v rané fázi, takže při něm vzniklo jen zanedbatelné množství alkoholu. Dodnes (2020) se tak vyrábí většina nealkoholických piv v Česku.
Domácí spotřeba nealkoholického piva od roku 1989 výrazně stoupla a stejně tak došlo i k velké proměně trhu, pokud jde o počet nabízených značek – jak zahraničních, tak tuzemských. Zatímco centrálně plánované československé hospodářství se mohlo pochlubit pouze Pitem, dvacet let po sametové revoluci nealkoholické pivo vaří přibližně 25 českých pivovarů, přičemž některé z nich vyrábějí i několik nealkoholických nápojů pivního typu zároveň.
V roce 2009 přesáhl celostátní výstav nealkoholického piva 600 000 hektolitrů a uvádí se, že od roku 2000 jde o nárůst produkce až pětinásobný. Největší podíl na domácím trhu má dlouhodobě Radegast Birell společnosti Plzeňský Prazdroj a.s. – v roce 2009 to bylo 60 %. K relativně novým trendům patří rozšíření točených nealkoholických piv do restaurací nebo vytváření různých chuťových variant známých značek (Bernard Višeň, Bernard Švestka, Birell Polotmavý).